# Who Is It
A Who is It Michael Jackson amerikai énekes dala Dangerous című albumáról. 1992 augusztusában jelent meg, az album ötödik kislemezeként. Szerzője Jackson, producere Jackson és Bill Bottrell. Szövegét több kritikus hasonlította a Thriller albumon szereplő Billie Jeanéhoz. Két videóklip készült a dalhoz.
Jackson egy turnéján sem adta elő a dalt, de egy kis részletet elénekelt belőle, amikor Oprah Winfrey amerikai műsorvezető 1993 elején interjút készített vele. A dal egy instrumentális részletét tervezték felhasználni a This Is It koncertsorozaton, melyre végül Jackson halála miatt nem került sor.
A dal négynegyedes ütemben íródott, D-mollban. Jackson hangterjedelme E3 és C5 közti. A dal tempója 100 BPM.

## Fogadtatása
A Who Is It világszerte sikert aratott, a legtöbb slágerlistán az első harminc pozíció valamelyikét érte el. Adam Gilham, a Sputnikmusic munkatársa az albumról írt kritikájában dicsérte a dalt, a rajongók kedvencének nevezte, 5-ből 5 pontot adott rá, és úgy vélte, több figyelmet érdemelne.
A dal a 14. helyet érte el az amerikai Billboard Hot 100 slágerlistán és a hatodikat a Billboard Hot R&B/Hip-Hop Songs, valamint az elsőt a Billboard Hot Dance Club Play listán. A top 10-be került az új-zélandi, osztrák, francia és brit slágerlistán, a top 20-ba a svájci és holland listán. A brit slágerlistának a 12. helyén nyitott 1992. július 25-én, és a következő héten érte el a 10. helyet, ami a legmagasabb helyezése lett. Hét hétig maradt a top 100-ban 1992 júliusa és szeptembere közt. Franciaországban augusztus 29-én érte el a 8. helyet. Ausztráliában a 34. helyig jutott.
Ausztriában az ötödik helyen nyitott és nem is jutott magasabbra; augusztustól októberig maradt a top 30-ban. A svájci slágerlista 40. helyén nyitott augusztus másodikán, és két héttel később elérte a 14. helyet. Hollandiában a lista 94. helyén nyitott, és a következő héten hatvan helyezést ugrott feljebb, legmagasabb helyezése végül a 13. lett. Svédországban a 24. helyen nyitott, magasabbra nem emelkedett, és négy hét után kikerült a top 50-ből. Norvégiában a 10. helyen nyitott 1992 harmincadik hetében, két hétig állt ezen a helyen, majd lekerült a listáról. Új-Zélandon a 16. helyet érte el.
Mikor Jackson 2009 júniusában elhunyt, zenéje iránt fokozódott az érdeklődés. A Who Is It tizenhét év után ismét felkerült a svájci slágerlistára, és július 12-én elérte a 49. helyet.

## Videóklip
Az 1992-ben megjelent videóklipet David Fincher rendezte, aki később a Harcosok klubja, Zodiákus, Se7en és The Social Network című filmeket. A klip elején Jackson egy szállodában a barátnőjéről énekel; gyanút fogott, hogy a lány megcsalja, mert talált egy kártyát, amin az Alex név szerepel. Később azonban kiderül, hogy a lány több álnevet használ és prostituáltként dolgozik; Alex (ami az Alexandra rövidítése is lehet) egy a nevei közül. Váltakoznak azok a jelenetek, ahol Jackson a fájdalmáról énekel, és azok, amelyekben a lány a klienseivel találkozik. A klip vége felé Jackson összecsomagol és elutazik, utoljára egy helikopteren látni, ahol aludni próbál. Mikor a lány megérkezik Jackson házához, megkéri az énekes asszisztensét, hogy engedje be. Az asszisztens megrázza a fejét, jelezve, hogy Jackson elment; mikor a lány megkérdezi, hogy miért, odaszór elé egy halom névjegykártyát, közte az Alex névre szólót. A lány bólint és távozik.
Az Egyesült Államokban eleinte egy másik klipet játszottak, amelyet korábbi videóklipekből és koncertfelvételekből vágtak össze. Az eredeti videóklipet nem játszották, de felkerült a Dangerous: The Short Films és a Michael Jackson’s Vision című kiadványokra.

## Dallista
| CD maxi kislemez (658179 2) 1. Who Is It (7" Edit with Intro) – 4:10 2. Who Is It (The Most Patient Mix) – 7:44 3. Who Is It (IHS Mix) – 7:58 4. Who Is It (P-Man Dub) – 7:31 5. Don’t Stop ‘til You Get Enough (Roger’s Underground Solution Mix) – 6:22 7" kislemez és 3" mini CD (658179 7) 1. Who Is It (7" Edit with Intro) – 4:10 2. Rock with You (Masters at Work Remix) – 5:29 12" maxi kislemez – The Remixes (658179 6) 1. Who Is It (Patience Mix) – 7:44 2. Who Is It (The Most Patient Mix) – 7:44 3. Who Is It (IHS Mix) – 7:58 4. Who Is It (P-Man Dub) – 7:31 CD kislemez (658179 5) 1. Who Is It (The Most Patient Mix) – 7:44 2. Who Is It (IHS Mix) – 7:58 3. Don’t Stop ‘til You Get Enough (Roger’s Underground Club Solution) – 6:22 CD maxi kislemez – The Remixes (ESCA 5652) 1. Who Is It (Patience Mix) – 7:44 2. Who Is It (The Most Patient Mix) – 7:44 3. Who Is It (IHS Mix) – 7:58 4. Who Is It (P-Man Dub) – 7:31 5. Don’t Stop ‘til You Get Enough (Roger’s Underground Club Solution) – 6:22 | CD maxi kislemez (49K 74420) 1. Who Is It (The Oprah Winfrey Special Intro) – 4:00 2. Who Is It (Patience Edit) – 4:01 3. Who Is It (House 7") – 3:55 4. Who Is It (Brother’s in Rhythm House Mix) – 7:13 5. Beat It (Moby’s Sub Mix) – 6:11 12" maxi kislemez (49 74420) 1. Who Is It (Brothers in Rhythm House Mix) – 7:11 2. Who Is It (Tribal Version) – 7:39 3. Who Is It (Brothers Cool Dub) – 5:47 4. Who Is It (Lakeside Dub) – 7:36 5. Beat It (Moby’s Sub Mix) – 6:18 Kazetta 1. Who Is It (7" Edit) – 4:01 2. Who Is It (The Oprah Winfrey Special Intro) – 4:00 CD maxi kislemez 1. Who Is It (7" Edit with Intro) – 4:10 2. Who Is It (The Most Patient Mix) – 7:44 3. Who Is It (IHS Mix) – 7:58 4. Who Is It (P-Man Dub) – 7:31 5. Don’t Stop ‘til You Get Enough (Roger’s Underground Solution Mix) – 6:22 |

CD maxi kislemez (USA)
1. Who Is It (7" Edit with Intro) – 4:10
2. Who Is It (The Most Patient Mix) – 7:44
3. Who Is It (IHS Mix) – 7:58
4. Who Is It (P-Man Dub) – 7:31
5. Who Is It (Brothers in Rhythm House Mix) – 7:11
6. Who Is It (House 7") – 3:55
7. Who Is It (Patience Edit) – 4:01
8. Who Is It (The Oprah Winfrey Special Intro) – 4:00
9. Beat It (Moby’s Sub Mix) – 6:18

## Helyezések
| Slágerlista (1992/2009)             | Legmagasabb helyezés |
| ----------------------------------- | -------------------- |
| Ausztrál kislemezlista              | 34                   |
| Brit kislemezlista                  | 10                   |
| Francia kislemezlista               | 8                    |
| Holland kislemezlista               | 12                   |
| Norvég kislemezlista                | 10                   |
| Osztrák kislemezlista               | 5                    |
| Svájci kislemezlista                | 14                   |
| Svéd kislemezlista                  | 24                   |
| Új-zélandi kislemezlista            | 2                    |
| USA Billboard Hot 100               | 14                   |
| USA Billboard Hot Dance Club Play   | 1                    |
| USA Billboard Hot R&B/Hip-Hop Songs | 6                    |

## Fordítás
Ez a szócikk részben vagy egészben a Who Is It (Michael Jackson song) című angol Wikipédia-szócikk ezen változatának fordításán alapul.  Az eredeti cikk szerkesztőit annak laptörténete sorolja fel. Ez a jelzés csupán a megfogalmazás eredetét és a szerzői jogokat jelzi, nem szolgál a cikkben szereplő információk forrásmegjelöléseként.